# Disraeli Glacier
Disraeli Glacier är en glaciär i Kanada.   Den ligger i territoriet Nunavut, i den nordöstra delen av landet, 4 100 km norr om huvudstaden Ottawa. Disraeli Glacier ligger 41 meter över havet.
Terrängen runt Disraeli Glacier är kuperad österut, men västerut är den bergig. Havet är nära Disraeli Glacier norrut. Trakten runt Disraeli Glacier är nära nog obefolkad, med mindre än två invånare per kvadratkilometer.. Det finns inga samhällen i närheten.
Trakten runt Disraeli Glacier är permanent täckt av is och snö.